# 불교 용어 목록 (ㅇ)

바로가기:
ㄱ
경
구
ㄴ
ㄷ
ㄹ
ㅁ
명
무
묵
ㅂ
불
ㅅ
삼
삽
선
소
수
시
심
ㅇ
오
온
유
육
이
ㅈ 

정
지
ㅊ
ㅋ
ㅌ
ㅍ
ㅎ

## 아가사
아가사(阿迦舍, 산스크리트어: ākāśa)는 허공(虛空)의 다른 말이다.

## 아뇩다라
아뇩다라(阿耨多羅,
산스크리트어: anuttara,
팔리어: anuttara,
영어: unsurpassed)는 산스크리트어 아누타라(anuttara)의 음역어로, 의역하여 무상(無上) 또는 무답(無答)이라고 한다. 무상사(無上士)라고도 번역하며, 여래10호 가운데 하나이다.

## 아사
아사(我事)의 문자 그대로의 뜻은 '나의 일' 또는 '나에 관련된 일'로, 5온의 개별 또는 다수를 '나[我]' 또는 '내 것[我所]'이라고 계집(計執: 계탁하여서, 생각하여서 집착함, 헤아려서 집착함)하는 것, 즉 5온의 개별 또는 다수를 '나[我]' 또는 '내 것[我所]'이라고 계탁하여서 5온의 개별 또는 다수에 집착하는 것을 말한다.
《대승아비달마집론》과 《잡집론》에 따르면,
아사(我事)에는 신구아사(身具我事) · 수용아사(受用我事) · 언설아사(言說我事) · 조작일체법비법아사(造作一切法非法我事) · 피소의지아자체사(彼所依止我自體事)의 5가지가 있으며,
이들 5가지는 크게 아상사(我相事)와 아소사(我所事)로 분류된다.
아상사(我相事)는 '나[我]라는 계집(計執)', 즉, 5온의 개별 또는 다수를 '나[我]'라고 계탁하여서 5온의 개별 또는 다수에 집착하는 것을 말하며, 피소의지아자체사가 아상사에 속한다.
아소사(我所事)는 '내 것[我所]이라는 계집(計執)', 즉, 5온의 개별 또는 다수를 '내 것[我所]'이라고 계탁하여서 5온의 개별 또는 다수에 집착하는 것을 말하며,
신구아사 · 수용아사 · 언설아사 · 조작일체법비법아사의 4가지가 아소사에 속한다.
《잡집론》에 따르면,
세간의 유정들 즉 성인의 가르침(특히, 불교)을 받지 못한 일반 사람들은 대부분 5온 가운데 식온에 대해 '나[我]'라고 계집(計執)하는 일, 즉 아상사를 가지며, 그 밖은 다른 온, 즉 색온 · 수온 · 상온 · 행온에 대해서는 '내 것[我所]이라고 계집(計執)하는 일, 즉 아소사를 가진다.

## 아집
아집(我執)은 인간 자신 속에는 실체로서의 자아가 있다고 보는 견해 또는 집착이다. 아집은 번뇌장(煩惱障)이라고도 한다.

## 악견
악견(惡見)은 '진리에 어긋나는 잘못된 견해'라는 뜻으로 부정견(不正見)과 같은 말이다. '잘못된 견해' 또는 '삿된 견해'라는 뜻의 사견(邪見)과도 같은 말이며, '망녕된 견해'라는 뜻의 망견(妄見)과도 같은 말이며, '번뇌에 오염된 견해'라는 뜻의 염오견(染汚見)과도 같은 말이다. '바른 견해'라는 뜻의 정견(正見)의 반대말이다. 자세한 내용은 부정견을 참조하십시오.

## 악구
악구(惡口)는 남을 괴롭히는 나쁜 말 또는 남을 성내게 할 만한 나쁜 말을 말한다. 추악어(麤惡語) 또는 조악어(粗惡語)라고도 한다.
악구는 다음의 분류, 그룹 또는 체계의 한 요소이다.
- 10악(十惡) 가운데 하나이며, 그 중에서 구사(口四)의 하나이다.[21][22][23]
- 10선(十善) 가운데 불악구(不惡口)의 반대이다.[24]

## 악법
악법(惡法)은 불선법(不善法)의 다른 말이다. 불선법은 착하지 않은 법이라고도 한다.

## 악작
악작(惡作,
산스크리트어: kaukṛitya,
kaukritya,
팔리어: kukkucca,
영어: regret,
worry) 또는 회(悔)는 다음의 분류, 그룹 또는 체계의 한 요소이다.
- 고타마 붓다가 설한 5개(五蓋) 중의 도회개(掉悔蓋)에 해당한다.[25][26][27][28][29]
- 부파불교의 설일체유부의 5위 75법에서 심소법(心所法: 46가지) 중 부정지법(不定地法: 8가지) 가운데 하나이다.[30][31][32]
- 대승불교의 유식유가행파와 법상종의 5위 100법에서 심소법(心所法: 51가지)의 부정심소(不定心所: 4가지) 가운데 하나이다.[33][34][35][36][37][38]

악작(惡作)은 후회(後悔)를 뜻하며, 후회를 전통적인 불교용어로는 추회(追悔)라고 한다. 간단히, 회(悔)라고도 한다. 또한, 이전의 잘못된 행위를 후회한다는 뜻의 악작(惡作: 즉, 잘못된 행위 → 후회)은 이전의 잘못된 행위를 염오(厭惡) 또는 혐오(嫌惡)한다는 뜻으로 해석해야 한다는 견해가 있는데, 이 입장에서는 오작(惡作: 잘못된 행위를 미워함)이라고도 한다.

## 악행
1. 악행(惡行)의 일반 사전적인 뜻은 '악독(惡毒)한 행위' 또는 '마음이 흉악하고 독한 행위'를 말하는데, 불교에서는 말과 행동과 뜻으로 지은 일체의 불선(不善)의 행위를 말한다. 즉, 일체의 불선(不善)의 3업(三業), 즉 일체의 불선(不善)의 신업(身業) · 구업(口業) · 의업(意業)을 말한다. 불선(不善)은 악(惡)이라고도 하며, 현세나 내세에 자기나 남에게 좋지 않은 결과를 가져올 성질을 가진 것을 말한다.
《장아함경》 제8권에는
불선(不善)의 신업(身業)을 신악행(身惡行)이라 하고,
불선(不善)의 구업(口業)을 구악행(口惡行),
불선(不善)의 의업(意業)을 의악행(意惡行)이라고 말하고 있는데, 이에 따르면 악행(惡行)은 신악행 · 구악행 · 의악행의 3악행(三惡行)을 말한다.
불교에서는 모든 악행 중에서 승가(僧迦)의 화합을 파괴하는 파승(破僧), 즉 파화합승(破和合僧)의 악행을 가장 악한 행위로 본다. 즉, 불교에서는 진리를 전수하고 그리고 그것을 전수받을 사람들이 함께 모이지 못하게 함으로써 진리를 전할 수 있는 기회조차도 박탈시키는 것을 최악의 악행으로 본다.
2. 악행(惡行)은 번뇌(煩惱)의 동의어로도 사용된다.

## 악혜
악혜(惡慧)는 부정지(不正知)의 다른 말이다.

## 안
1. 안[內]은  외적인 것[外]에 대해 내적인 것[內]을 뜻한다. 참고: 내외(內外)
2. 안(安)은 경안(輕安)의 다른 말이다.
3. 안(眼)은 시각기관을 말하며 안근(眼根)의 다른 말이다.

## 안근
안근(眼根, 산스크리트어: caksur-indriya, 팔리어: cakkhundriya)은 다음의 분류, 그룹 또는 체계의 한 요소이다.
- 5근(五根) 또는 6근(六根) 가운데 하나이다.[51]
- 초기불교의 5온(五蘊)의 법체계에서 색온(色蘊)에 속한다.[52]
- 초기불교의 12처(十二處)의 법체계에서 안처(眼處)에 해당한다.[51][53]
- 초기불교의 18계(十八界)의 법체계에서 안계(眼界)에 해당한다.[51][54]
- 부파불교와 대승불교의 22근(二十二根) 가운데 하나이다.[55][56]
- 부파불교의 설일체유부의 5위 75법의 법체계에서 색법(色法: 11가지) 가운데 하나이다.[57][58]
- 대승불교의 유식유가행파와 법상종의 5위 100법의 법체계에서 색법(色法: 11가지) 가운데 하나이다.[59][60]
- 4대종으로 만들어진 이차적인 물질(색)인 소조색(所造色) 가운데 하나이다.[57][58][61][62]
- 5근(五根)과 5경(五境)을 통칭하는 10색입(十色入) 또는 10색처(十色處) 가운데 하나이다.[52]
- 색(色: 물질)을 미진적취색(微塵積聚色)과 비미진적취색(非微塵積聚色)의 2그룹으로 나눌 때 미진적취색에 속한다.[52]
- 색(色: 물질)을 유견유대(有見有對) · 무견유대(無見有對) · 무견무대(無見無對)의 3그룹으로 나눌 때 무견유대에 속한다.[52]

안근(眼根)은 시각기관을 말하며, 부파불교의 설일체유부에 따르면 안근은 안식(眼識)의 소의(所依: 발동근거, 의지처, 도구)가 되는 정색(淨色: 맑고 투명한 물질)이다. 대승불교의 유식유가행파에 따르면 안근은 안식(眼識)의 소의(所依: 발동근거, 의지처, 도구)가 되는 정색(淨色: 맑고 투명한 물질)인데, 다만 이 정색은 아뢰야식에 존재하는 종자일 뿐이라고 하는 난타(難陀) 등의 견해와 종자와는 별도의 현행하는 정색이라는 호법(護法) 등의 견해가 있다.
마치 거울이 대상을 비추는 것처럼 안근이 색경(色境)을 비추어 받아들이는데[取境], 이와 같이 안근이 색경을 연(緣)하여 안식(眼識)이 생겨난다[發識]. 이 때의 안근과 색경과 안식의 화합을 안촉(眼觸)이라고 한다.

## 안식
부파불교의 설일체유부의 논서 《아비달마품류족론》 제3권에 따르면,
안식(眼識)은 식(識), 즉 마음, 즉 안식(眼識) · 이식(耳識) · 비식(鼻識) · 설식(舌識) · 신식(身識) · 의식(意識)의 6식신(六識身) 가운데 하나로, 안근[眼]과 색경[色]을 연(緣: 원인 또는 간접적 원인)으로 하여 생겨나는 안근의 인식[眼識]을 말한다. 이 때 안근이 증상(增上) 즉 소의(所依)가 되고 색경이 소연(所緣)이 된다. 안근에 의해 인식[識]되는 색경에 대한[於眼所識色] 모든 이정당요별(已正當了別) 즉 과거의 요별[已了別] · 현재의 요별[正了別] · 미래의 요별[當了別]을 통칭하여 안식(眼識)이라 이름한다.

## 안온주
안온주(安穩住) 또는 안온한 머무름은 안은주(安隱住)라고도 한다. 안온(安穩)과 안은(安隱)은 같은 말이다. 《유가사지론》 제75권에 따르면, 안은주(安隱住)는 번뇌(煩惱)와 고(苦)의 단멸(斷滅)이 증득된 상태를 말한다.
안온주 또는 안은주가 아닌 상태를 불안온주(不安穩住) 또는 불안은주(不安隱住)라고 한다.

## 안촉
안촉(眼觸)은 안촉(眼觸) · 이촉(耳觸) · 비촉(鼻觸) · 설촉(舌觸) · 신촉(身觸) · 의촉(意觸)의 6촉(六觸) 가운데 하나이다. 안촉신(眼觸身)이라고도 한다.
부파불교의 설일체유부의 논서 《아비달마품류족론》 제3권에 따르면,
안촉(眼觸)은 안근[眼]과 색경[色]을 연(緣: 원인 또는 간접적 원인)으로 하여 안식(眼識)이 생겨날 때의 안근 · 색경 · 안식의 3화합(三和合)으로 인한 촉[三和合故觸]이다. 이 때 안근이 증상(增上) 즉 소의(所依)가 되고 색경이 소연(所緣)이 된다. 안근에 의해 인식[識]되는 색경에 대한[於眼所識色] 모든 촉(觸: 3화합) · 등촉(等觸: 평등한 3화합) · 촉성(觸性: 3화합의 성질) · 등촉성(等觸性: 평등한 3화합의 성질) · 이촉(已觸: 과거의 3화합) · 촉류(觸類: 3화합의 등류)를 통칭하여 안촉(眼觸)이라 이름한다.

## 안촉소생사
부파불교의 설일체유부의 논서 《아비달마품류족론》 제3권에 따르면,
안촉소생사(眼觸所生思)는 안근[眼]과 색경[色]을 연(緣: 원인 또는 간접적 원인)으로 하여 안식(眼識)이 생겨날 때, 안근 · 색경 · 안식의 3화합(三和合)으로 인해 촉[三和合故觸]이 생겨남과 동시에 또한 이 촉(觸)이 연(緣: 원인 또는 간접적 원인)이 되어서 생겨나는 사(思)이다.
이 때 안근이 안촉소생사의 증상(增上) 즉 소의(所依)가 되고 색경이 안촉소생사의 소연(所緣)이 된다. 안촉은 안촉소생사의 인(因: 직접적 원인)이 되고 집(集: 집기)이 되고 유(類: 등류)가 되고 생(生: 생겨나게 함, 생상)이 된다. 그리고 안촉소생사는 안촉소생작의(眼觸所生作意) 즉  안촉으로 인해 생겨난 작의(作意)와 상응한다.
안근에 의해 인식[識]되는 색경에 대한[於眼所識色] 모든 사(思: 심조작, 마음으로 짓고 만듦) · 등사(等思: 그 모두에 대한 심조작) · 증상등사(增上等思: 그 모두에 대한 뛰어난 심조작) · 이사(已思: 과거의 심조작) · 사류(思類: 심조작의 등류) · 심작의업(心作意業: 마음으로 의업을 지음)을 통칭하여 안촉소생사(眼觸所生思)라 이름한다.

## 안촉소생애
안촉소생애(眼觸所生愛)는 안촉소생애 · 이촉소생애 · 비촉소생애 · 설촉소생애 · 신촉소생애 · 의촉소생애의 6애신(六愛身) 가운데 하나이다.
부파불교의 설일체유부의 논서 《아비달마품류족론》 제3권에 따르면,
안촉소생애(眼觸所生愛)는 안근[眼]과 색경[色]을 연(緣: 원인 또는 간접적 원인)으로 하여 안식(眼識)이 생겨날 때, 안근 · 색경 · 안식의 3화합(三和合)으로 인해 촉[三和合故觸]이 생겨나고 그런 후 이 촉(觸)이 연(緣: 원인 또는 간접적 원인)이 되어서 생겨나는 애(愛)이다.
이 때 안근이 안촉소생애의 증상(增上) 즉 소의(所依)가 되고 색경이 안촉소생애의 소연(所緣)이 된다.
안근에 의해 인식[識]되는 색경에 대한[於眼所識色] 모든 탐(貪) · 등탐(等貪) · 집장(執藏) · 방호(防護) · 탐착(耽著) · 애락(愛樂)을 통칭한다. 즉, 시각적 대상에 대한 탐(貪) · 그 모두에 대한 탐[等貪] · 꽉 쥐어서 간직함[執藏] · 빼앗기지 않기 위해 막아 수호함[防護] · 빠져서 들러붙음[耽著] · 갈망하며 좋아함[愛樂]의 마음작용을 통칭하여 안촉소생애(眼觸所生愛)라 이름한다.

## 안팎
안팎[內外]은 내적인 것[內]과 외적인 것[外]을 말한다. 내외(內外)의 다른 말이다.

## 애
애(愛)는 탐(貪)의 다른 말이다.
탐(貪)은 갈애(渴愛, 산스크리트어: trsnā) · 욕(欲) · 애(愛) · 애탐(愛貪) · 탐독(貪毒) · 탐애(貪愛) · 탐욕(貪欲) 또는 탐착(貪著, 貪着)이라고도 한다.

## 애결
애결(愛結)은 애결(愛結) · 에결(恚結) · 만결(慢結) · 무명결(無明結) · 견결(見結) · 취결(取結) · 의결(疑結) · 질결(嫉結) · 간결(慳結)의 9결(九結) 가운데 하나이다.
《아비달마품류족론》 제1권에 따르면,
애결은 3계탐(三界貪), 즉 3계(三界)의 탐(貪)을 말한다. 즉 욕탐(欲貪) · 색탐(色貪) · 무색탐(無色貪)을 말한다.
《대승아비달마집론》 제4권과 《대승아비달마잡집론》 제6권에 따르면,
애결은 3계탐(三界貪), 즉 3계(三界)의 탐(貪), 즉 욕탐(欲貪) · 색탐(色貪) · 무색탐(無色貪)을 말한다. 마음이 애결 즉 3계탐에 의해 묶이게[所繫] 되면 마음은 3계를 불염(不厭: 싫어하지 않음)하는 상태가 된다. 3계를 불염하기 때문에 불선을 널리 행하고 갖가지 선을 행하지 않게 된다. 불선은 행하고 선은 행하지 않기 때문에 미래세의 고(苦)를 불러들이고 그 고(苦)와 상응하게 된다.

## 애락
애락(愛樂)은 좋아하고 즐김 또는 즐기고 좋아함의 뜻으로, 긍정적인 뜻으로도 쓰이고 부정적인 뜻으로도 쓰인다.
긍적적인 뜻으로 쓰이는 경우, 선심소에 속하는 신(信) 즉 믿음의 마음작용이 지닌 신실유(信實有) · 신유덕(信有德) · 신유능(信有能)의 3가지 측면으로 인해 세간과 출세간의 선(善)을 닦고 증득함을 좋아하고 즐기는[愛樂] 것을 말한다.
부정적인 뜻으로 쓰이는 경우, '자신 즉 소의신'과 '색(色) 등의 외적 사물'에 대해 즐거워하고 기뻐하며 구하고 집착하는 것을 말한다. 또는 숙세(宿世)의 이미 익힌 습관[串習] 즉 염오한 습기에 의해 애욕 또는 갈애가 일어나는 것을 말한다. 즉, 부정적인 뜻으로 쓰이는 경우, 애락은 애욕 · 갈애 · 탐욕 · 미착 · 집착 · 탐착을 뜻한다.

## 애탐
애탐(愛貪)은 탐(貪)의 다른 말이다.
탐(貪)은 갈애(渴愛, 산스크리트어: trsnā) · 욕(欲) · 애(愛) · 애탐(愛貪) · 탐독(貪毒) · 탐애(貪愛) · 탐욕(貪欲) 또는 탐착(貪著, 貪着)이라고도 한다.

## 액
액(軛, 산스크리트어: yoga, yuga, dhura, 티베트어: sbyor ba, 영어: yoke)은 문자 그대로는 소나 말 등의 가축에게 씌우는 멍에를 말하며, 속박(束縛) · 기반(羈絆) 또는 굴레의 뜻으로, 번뇌의 다른 말이다. 액(扼)이라고도 한다.
이들 낱말의 사전적인 뜻은 다음과 같다.
- 액(扼): 잡다, 누르다. 움켜쥐다, 가지다, 멍에[119]
- 멍에: ① 수레나 쟁기를 끌기 위하여 말이나 소 등의 목에 얹는 구부러진 막대 ② 쉽게 벗어날 수 없는 구속이나 억압을 비유적으로 이르는 말[120]
- 기반(羈絆): ① 굴레 ② 굴레를 씌우듯 자유를 얽매는 일[121]
- 굴레: 말이나 소 등을 부리기 위하여 머리와 목에서 고삐에 걸쳐 얽어매는 줄[122]
- 속박(束縛): ① 몸을 자유롭지 못하게 얽어맴 ② 어떤 행위를 자유로이 못하도록 얽어매거나 제한을 더함. 얽어맴. 묶음[123]

액(軛)은 번뇌가 이계(離繫) 즉 '3계에 속박된 상태를 떠나는 것'을 장애한다는 것을 뜻하며, 또한 번뇌가 유정으로 하여금 5취 · 4생 · 9지에서 가볍거나 무거운 괴로움[苦]을 받게 하고 그 괴로움과 화합하게 한다는 것을 뜻한다. 번뇌가 괴로움을 겪게 한다는 것, 즉 번뇌를 벗어나지 못한 상태이면 반드시 그것에 따른 괴로움과 만나게[和合] 된다는 것을 강조하는 표현이다.
액(軛)은 보통 욕액(欲軛) · 유액(有軛) · 견액(見軛) · 무명액(無明軛)의 4액(四軛)을 말한다.
대승불교의 유식유가행파의 논서 《유가사지론》 제8권에 따르면,
액(軛)은 번뇌의 다른 이름인 결(結) · 박(縛) · 수면(隨眠) · 수번뇌(隨煩惱) · 전(纏) · 폭류(暴流) · 액(軛) · 취(取) · 계(繫) · 개(蓋) · 주올(株杌) · 구(垢) · 상해(常害) · 전(箭) · 소유(所有) · 근(根) · 악행(惡行) · 누(漏) · 궤(匱) · 소(燒) · 뇌(惱) · 유쟁(有諍) · 화(火) · 치연(熾然) · 조림(稠林) · 구애(拘礙) 가운데 하나이다.
액(軛)은 사행방편(邪行方便)을 뜻한다. 즉, 번뇌가 유정으로 하여금 사행(邪行)을 행하게 하는 방편 · 길 또는 원인이 된다는 것을 뜻한다.

## 양설
양설(兩舌, 산스크리트어: paiśunya, 팔리어: pisunā-vācā)은 이간질(離間-)하는 말, 즉 양쪽 사람에게 서로 다른 말을 하여 서로 불화[離間]하게 하는 것을 말한다. 이간어(離間語) 또는 양설어(兩舌語)라고도 한다.
양설은 다음의 분류, 그룹 또는 체계의 한 요소이다.
- 10악(十惡) 가운데 하나이며, 그 중에서 구사(口四)의 하나이다.[21][22][23]
- 10선(十善) 가운데 불양설(不兩舌)의 반대이다.[24]

## 양설어
양설어(兩舌語)는 양설(兩舌)의 다른 말이다.

## 양자
양자(養者, 산스크리트어: posa,
팔리어: posa, 영어: man, nourishing, to be fed or nourished, thriving, prosperity, development, increase)는 인간을 뜻하는데, 특히 능식자(能食者), 즉 생명의 주체인 것을 말한다.

## 어구
어구(語具)는 '말하는 도구' 또는 '말하는 입'이라는 뜻으로 입을 뜻한다.

## 어언행
어언행(語言行)은  어언(語言)의 행(行, 산스크리트어: saṃskāra), 즉 언어[語言] 즉 말을 성립시키는 근거를 뜻한다. 즉, 말의 원인이 되어 그것을 능히 일으키게 하는 근거를 말한다. 부파불교와 대승불교의 교학에 따르면, 마음의 거친 성질과 세밀한 성질에 해당하는 심(尋)과 사(伺)의 두 마음작용이 어언행이다. 즉 언어를 성립시키는 근거이다.

## 어업
어업(語業)은 문자 그대로는 '말(언어)로 짓는 업'이라는 뜻으로 구업(口業)의 다른 말이다.

## 언구원만
언구원만(言具圓滿)은 《유가사지론》 제15권에 따르면, 논의 장엄[論莊嚴]을 구성하는 5가지 요소인 선자타종(善自他宗) · 언구원만(言具圓滿) · 무외(無畏) · 돈숙(敦肅) · 응공(應供) 가운데 하나이다.
언구원만(言具圓滿)은 문자 그대로는 '말[言]이 원만(圓滿)하게 갖추어진 것'으로, 논서의 저자의 언어적 표현 모두가 '제대로 되지 못한 소리[非聲]'가 아닌 '제대로 된 소리[聲]'인 것을 말한다. 다시 '제대로 된 소리[聲]'란 불비루(不鄙陋) · 경이(輕易) · 웅랑(雄朗) · 상응(相應) · 의선(義善)의 5덕(五德: 5가지 특질)을 갖춘 것을 말한다. 《유가사지론》에 따르면, 이 5덕은 다음을 말한다.
첫 번째 특질인 불비루(不鄙陋)는 문자 그대로는 '비루(鄙陋)하지 않은 것'으로, 변두리 지방과 변두리 나라의 낮고 속된 낱말과 표현을 사용하지 않는 것을 말한다.
두 번째 특질인 경이(輕易)는 문자 그대로는 '경쾌하고 쉬운 것'으로, 세상에서 널리 쓰이는 표준적인 낱말과 표현을 사용하는 것을 말한다.
세 번째 특질인 웅랑(雄朗)은 문자 그대로는 '뛰어나고 밝은 것'으로, 낱말과 표현을 사용하여 설명하고자 하는 이치를 설명하는 것이 재치 있고[巧] 지혜로우며[妙] 뛰어나고[雄] 훌륭한[壯] 것을 말한다.
네 번째 특질인 상응(相應)은 문자 그대로는 '서로 부합 또는 일치하는 것'으로, 앞에서 말한 법의(法義: 법의 이치)와 뒤에서 말한 법의(法義)가 서로 부합하여 흩어짐이 없는 것을 말한다.
다섯 번째 특질인 의선(義善)은 문자 그대로는 '뜻이 선한 것'으로, 설명과 표현이 능히 승생(勝生)과 정승(定勝)을 이끌어 일으키고 전도(顚倒)가 없는 것을 말한다

## 언설
언설(言說)은 설명(說明)하는 말을 뜻한다.  즉, 언어(言語)를 말한다.

## 언의
1. 《구사론》에 따르면 언의(言依, 산스크리트어: kathavastu)는 유위법의 다른 말이다. 언의(言依)는 말[語言]의 근거[所依]라는 뜻으로, 책상 혹은 하늘과 같은 명사적 단어[名, 산스크리트어: nāma, 영어: name]에 의해 드러나는 의미를 말한다. 즉 책상 혹은 하늘 등의 온갖 명사 그 자체를 말하는 것이 아니라 이들 온갖 명사가 가리키는 존재(법)를 말한다. 따라서 언의(言依: 말의 근거)는 일체의 유위제법(有爲諸法)을 모두 포섭한다.
한편, 전통적인 용어로는, 명사 그 자체를 능전의 명(能詮의 名)이라 하며,  명사가 가리키는 존재(법)을 소전의 법(所詮의 法)이라 한다. 능전의 명(能詮의 名)을 수설(隨說)이라고도 하며, 수설을 번역하여 따르는 말이라고도 한다.
《해심밀경》 제5권에서는 관대도리(觀待道理)를 정의하면서 수설(隨說)을 언급하는데, 인(因)이나 혹은 연(緣)이 능히 모든 행(行: 유위법)을 생겨나게 하며 또한 해당 행(行: 유위법)에 따르는 말[隨說] 즉 관련된 개념도 일으키는 것을 관대도리라 정의하고 있다.
2. 언의(言議)는 말의 다른 말이며, 일반 사전적인 뜻은 '사람들 사이에서 전(傳)하여 들리는 말'이다. 언의와 관련된 내용으로, 《현양성교론》에 따르면 상(想)의 마음작용의 본질적 성질[體]은 취상(取相) 즉 표상작용이고, 본질적 작용[業]은 언의(言議) 즉 말을 일으키는 것이다.

## 얽어맴
얽어맴은 전(纏)의 다른 말이다.

## 업유
업유(業有)는 후유(後有)를 초래하는 업, 즉, 생사윤회를 초래하는 업을 말한다.

## 업을 짓는 자
업을 짓는 자는 행위자(行爲者)의 다른 말이다.

## 업이숙
업이숙(業異熟)은 업(業)의 이숙(異熟), 즉 전생(前生)에서 쌓은 선업(善業)과 악업(惡業)이 이 생에서 태어날 때 각각 낙(樂)과 고(苦)로 성숙되어 나타나는 것을 말한다. 이숙(異熟)의 다른 말이다.

## 에결
에결(恚結)은 애결(愛結) · 에결(恚結) · 만결(慢結) · 무명결(無明結) · 견결(見結) · 취결(取結) · 의결(疑結) · 질결(嫉結) · 간결(慳結)의 9결(九結) 가운데 하나이다.
《아비달마품류족론》 제1권에 따르면,
에결은 유정에게 손해(損害: 손상시키고 해롭게 함)를 입히는 것이다.
《대승아비달마집론》 제4권과 《대승아비달마잡집론》 제6권에 따르면,
에결은 고(苦)와 순고법(順苦法)을 맞이하여 유정에게 손해(損害: 손상시키고 해롭게 함)를 입히려는 마음작용이 있는 것[心有損害]이다. 마음이 에결 즉 손해(損害)를 입히려는 마음작용에 의해 묶이게[所繫] 되면 마음은 에경상(恚境相)을 불기사(不棄捨: 버리지 않음, 버리지 못함)하는 상태가 된다. 에경상을 불기사하기 때문에 불선을 널리 행하고 갖가지 선을 행하지 않게 된다. 불선은 행하고 선은 행하지 않기 때문에 미래세의 고(苦)를 불러들이고 그 고(苦)와 상응하게 된다.

## 에해의
에해의(恚害意)는 미워하거나 해치려는 마음 또는 성내거나 해치려는 마음을  말하는데, 《아미달마장현종론》에 따르면 근본번뇌이자 불선근 가운데 하나인 진(瞋)의 마음작용의 본질적 성질이며, 무애헤의(無恚害意)의 애민종자(哀愍種子) 즉 미워하거나 성내거나 해치려는 마음이 없는 애민(哀愍)의 종자는 선근 가운데 하나인 무진(無瞋)의 마음작용의 본질적 성질이다.

## 여근
여근(女根, 산스크리트어: strīndriya, 팔리어: itth-indriya)은 22근(二十二根) 가운데 하나이며, 남녀2근(男女二根) 또는 그 줄임말인 2근(二根) 가운데 하나로, 여자의 생식기를 말한다.
'근(根)'은 증상력(增上力) 즉 뛰어난 힘 또는 작용력을 가지고 있다는 것을 뜻하는데, 남근과 여근의 2근은 모두 유정이(有情異) · 분별이(分別異)의 2가지 증상력을 가진다. 이 2가지 증상력을 전통적인 용어로 여남근2증상(女男根二增上) 즉 여근과 남근의 두 가지 증상이라 한다.

## 여래
여래(如來)는 부처의 10가지 명호(名號：佛十號) 중의 하나이다. ‘진리를 완전히 깨달은[如, '等'正覺] 후 다른 사람들을 돕기 위해 세상으로 나온[來] 자’를 가리키는 말이다. 그리고, 석가모니는 이러한 의미의 여래의 전형적인 경우들 중 하나라고 볼 수 있다.

## 여래장
여래장(如來藏, 산스크리트어: tathāgata-garbha)은 모든 중생의 번뇌의 몸 가운데에 감추어져 있는 본래의 청정하고 영원불변한 본성을 말한다.

## 여리해
여리해(如理解)는 진리[理]에 계합[如]하는 이해[解] 즉 참다운 이해를 말한다. 《품류족론》과 《구사론》에 따르면 이해(理解) 즉 해(解)는 혜의 8가지 다른 이름인 지(智) · 견(見) · 명(明) · 각(覺) · 해(解) · 혜(慧) · 광(光) · 관(觀) 가운데 하나이다. 보광(普光)의 《구사론기(俱舍論記)》 제26권에 따르면, 해(解)는 달해(達解: 통달, 막힘없는 앎, 막힘없는 풀이)를 뜻한다.
《현종론》에 따르면, 치(癡) 즉 무명(無明) 또는 어리석음은 소지경(所知境: 알아야 할 대상)에 대한 여리해가 장애되어 있는 무변료상(無辯了相: 분별과 앎이 없는 상태)이다. 즉, 대상에 대한 참다운 이해 또는 앎이 없는 상태이다.

## 여소유성
여소유성(如所有性)은 문자 그대로의 뜻은 '여여히 있는 성질 → 영원한 성질' 또는 '존재하는 바 그대로의 성질 → 진실한 성질'로, 줄여서 여소유(如所有)라고도 한다. 진제(眞締)의 이체(理體)를 뜻한다. 반대말: 진소유성(盡所有性), 진소유(盡所有)

## 여
1. 여(如, 산스크리트어: nyāya)는 '바른 이치에 계합하는 것[契正理]'을 뜻한다. 4성제의 도제 즉 성도(聖道)를 가리키는 말이다.
2. 여(如, 산스크리트어: nyāya)는 불교의 수행법 중 하나인 4제 16행상(四諦 十六行相: 4성제를 관찰하는 16종의 관법 또는 관행) 가운데 하나로, 4성제 중 도제에 대한 4가지 관찰[觀法 또는 觀行]인 도(道) · 여(如) · 행(行) · 출(出) 가운데 여(如)를 말한다. 이것은 '도제 즉 성도(聖道)에 대하여, 성도는 바른 이치에 계합하는 것[契正理]이라고 관찰하는 것'을 말한다. 즉, 이러한 수행[行相]을 여(如)라고 한다.
3. 여(餘)는 여의(餘依)의 줄임말이다. 여의(餘依)는 '아직 남아 있는 의신(依身) 즉 소의신(所依身) 즉 육체'를 말하는데, 육체가 존재함에 따라 그에 따라 아직 남아 있는 마음[情]과 형상(形象: 즉 육체)을 뜻한다. 이런 문맥에서, 유여열반(有餘涅槃) 또는 유여의열반(有餘依涅槃)은 육체를 지니면서도 번뇌를 끊었을 경우를 의미하며, 무여열반(無餘涅槃) 또는 무여의열반(無餘依涅槃)은 육체도 소멸했을 경우를 의미한다.

## 여근과 남근의 두 가지 증상
여근과 남근의 2가지 증상[女男根二增上] 또는 여남근2증상(女男根二增上)은 22근 가운데 남근(男根) · 여근(女根)의 남녀2근(男女二根)이 가진 두 가지 뛰어난 작용력인 유정이(有情異)와 분별이(分別異)를 말하는 것으로, 남녀2근의 증상[男女二根增上]의 전통적인 표현이다.

## 여리소인
여리소인(如理所引)은 《대승오온론》과 《대승광오온론》에서 혜(慧)의 3가지 종류로 설하는 여리소인(如理所引) · 불여리소인(不如理所引) · 구비소인(俱非所引) 가운데 하나이다.
여리소인의 문자 그대로의 뜻은 '이치[理]에 맞게[如] 이끌어냄[所引]'으로, 이치[理]에 맞게 택법(擇法)하는 것을 뜻하며, 《대승광오온론》에 따르면 이것은 불제자(佛弟子: 부처의 제자)들의 택법(擇法) 즉 지혜[慧]를 뜻한다. 한편, 불여리소인은 외도(外道)들의 택법 즉 지혜를 뜻하고, 구비소인은 나머지 중생들의 택법 즉 지혜를 뜻한다.

## 여실
1. 여실(如實)은 진실한 이치에 계합하는 것 · 진실에 계합하는 것 · 사실에 계합하는 것 · 실제에 계합하는 것 · 사실 그대로 · 있는 그대로 또는 진실하게를 뜻한다. 즉, 여실(如實)에서 여(如)는 계합(契合) 또는 상응(相應)을 의미하고, 실(實)은 진실한 이치 · 진실 · 실제 또는 '있는 그대로의 사실'을 의미한다.
예를 들어, 여실(如實)한 사유(思惟)는 진실한 이치에 계합하는 사유, 즉 참다운 사유를 말하고, 여실(如實)하지 못한 사유(思惟)는 진실한 이치에 계합하지 못하는 사유, 즉 진실한 이치와는 어긋나는 사유, 참답지 못한 사유, 올바르지 못한 생각을 말한다. 다른 예로, 여실수행(如實修行)은 진실한 이치에 계합하는 수행을 말한다.
다른 예로, 여실(如實)히 지은 과악(過惡)을 드러내는 것은 '있는 그대로' 즉 '사실 그대로' 드러내는 것을 말하는데, 이렇게 함으로써 그 과악을 바로잡을 수 있는 바른 가르침을 스승 등이 줄 수 있게 된다.
《대승광오온론》의 해설에 따르면, 여실(如實) 즉 진실한 이치에 계합하는 것은 좁은 뜻으로는 4성제와 계합하는 것을 뜻하고 넓은 뜻으로는 12연기와 계합하는 것을 뜻한다.
2. 여실(如實)은 진여(眞如)의 다른 말이다. 이 경우에서, 여(如)는 평등(平等)을 뜻한다. 따라서, 여실(如實)은 '평등[如]한 진실[實]'을 뜻하는데, 일체의 만법(萬法)의 진실한 모습 즉 실상(實相)은 진여 또는 불성과 다른 것이 아니라는 것[平等無二], 또는 일체의 만법(萬法)의 진실한 모습 즉 실상(實相)은 평등하여 모든 법 서로 간에 다름이 없다는 것[平等無異]을 가리키는 말이다.

## 여실수행
여실수행(如實修行)은 여실(如實)한 수행, 즉 '진실한 이치[實]'에 계합[如]하는 수행을 말한다.

## 여실정행
여실정행(如實正行)은 줄여서 정행(正行) 즉 바른 실천이라고도 하는데, 여실(如實)한 정행(正行) 즉 '진실한 이치[實]'에 계합[如]하는 바른[正] 실천[行]'을 뜻한다.
정행(正行) 즉 바른 실천은 8정도나 6바라밀 등을 말한다.
《대승광오온론》에 따르면 여실정행 또는 정행은 좁은 뜻으로는 4성제에 계합하는 바른 실천을 말하며, 넓은 뜻으로는 12연기에 계합하는 바른 실천을 말한다.
《대승오온론》과 《대승광오온론》에 따르면, 여실정행 또는 정행은 무치(無癡: 어리석음이 없음, 어리석지 않음) 또는 정지(正知: 바른 앎)와 동의어이다. 보다 엄밀히 말하자면, 무치 또는 정지의 본질[性]이다.

## 연
1. 연(緣, 산스크리트어: pratyaya, 팔리어: paccaya)은 결과가 생겨나게 하는데 있어 거기에 참여하는 모든 직접적 · 간접적 원인을 뜻한다.
2. 연(緣, 산스크리트어: pratyaya, 팔리어: paccaya)은 결과가 생겨나게 하는데 있어 간접적인 원인을 뜻한다. 이에 대해 인(因, 산스크리트어: hetu)은 결과가 생겨나게 하는데 있어 직접적인 원인을 뜻한다.
이 경우, 인연(因緣) · 소연연(所緣緣) · 증상연(增上緣) · 등무간연(等無間緣)의 4연(四緣) 가운데, 인연(因緣)은 인(因) 즉 직접적인 원인에 해당하고  소연연(所緣緣) · 증상연(增上緣) · 등무간연(等無間緣)은 연(緣) 즉 간접적인 원인에 해당한다.
3. 연(緣, 산스크리트어: pratyaya, 팔리어: paccaya)은 괴로움이라는 결과[苦果]를 이루게 하는 간접적인 원인을 뜻하는데, 유루(有漏)를 가리키는 말이다.
4. 연(緣, 산스크리트어: pratyaya, 팔리어: paccaya)은 불교의 수행법 중 하나인 4제 16행상(四諦 十六行相: 4성제를 관찰하는 16종의 관법 또는 관행) 가운데 하나로, 4성제 중 집제에 대한 4가지 관찰[觀法 또는 觀行]인 인(因) · 집(集) · 생(生) · 연(緣) 가운데 연(緣)을 말한다. 이것은 '유루(有漏)라는 원인에 대하여, 마치 햇빛 · 공기 · 수분 · 온도 등의 간접적 원인[緣]이 나무의 직접적 원인[因]인 씨앗 즉 종자(種子)를 도와 나무가 이루어지게 하는 것처럼[能令成辦], 유루는 괴로움이라는 결과[苦果]를 이루게 하는 간접적인 원인[緣]이라고 관찰하는 것'을 말한다. 즉, 이러한 수행[行相]을 연(緣)이라고 한다.

## 연품
연품(軟品)은 어떤 일 또는 법을 난이도의 측면에서 쉬운 것에서 어려운 것의 순서로 하품(下品) · 중품(中品) · 상품(上品)으로 구분할 때, 하품(下品)을 말한다.

## 열
1. 열(悅)은 《아비달마구사론》 제3권에 따르면, 신열(身悅) 즉 육체적 즐거움 또는 기쁨이건 혹은 심열(心悅) 즉 정신적 즐거움 또는 기쁨이건 즐거움 또는 기쁨을 통칭하며, 섭익(攝益) 즉 섭수(攝受: 받아들임, 충족됨)와 장익(長益: 이익을 증대시킴)의 뜻을 가진다. 이의 반대로, 불열(不悅)은 육체적 손상시킴[損]과 괴롭힘[惱]의 느낌이건 정신적 손상시킴과 괴롭힘의 느낌이건 손상시킴과 괴롭힘의 느낌, 즉 손뇌(損惱: 손상시키고 괴롬힘)의 느낌을 통칭한다. 즉, 불열은 손뇌의 뜻을 가진다.
2. 열(劣)은 저열한 것 · 저열한 법 · 열등한 것 · 열등한 법 · 못한 것 또는 못한 법이라는 뜻으로, 5온 각각이 가지는 과거(過去) · 미래(未來) · 현재(現在) · 내(內) · 외(外) · 추(麤) · 세(細) · 열(劣) · 승(勝) · 원(遠) · 근(近)의 총 11가지의 품류차별 또는 품류, 즉 11품류 가운데 '열'을 말한다.
번뇌에 오염된 색 · 수 · 상 · 행 또는 식을 뜻하며, 혹은 뜻에 맞지 않은 즉 마음에 들지 않는[非可意] 색 · 수 · 상 · 행 또는 식을 뜻한다.
《아비달마구사론》 제19권에 따르면, 열(劣)은 유루, 즉 무루성혜[聖] 또는 성도[聖]에 의해 끊어지는 것을 뜻하며, 5견 가운데 견취(見取)는 열(劣)을 승(勝)이라고 여기는 견해 즉 유루를 무루라고 여기는 견해이다.

## 열뇌
1. 열뇌(熱惱)의 일반 사전적인 의미는 '극심한 괴로움'인데, 불교 용어로서는 '흥분[熱]하여서 또는 극심[熱]하게 다른 유정을 괴롭히[惱]는 것'을 말한다. 《성유식론》 제6권 등에 나오는 불교의 심소론 또는 번뇌론에 따르면, 열뇌는 곧 수번뇌심소 가운데 하나인 뇌(惱) 즉 괴롭힘의 마음작용을 말한다.
2. 열뇌(熱惱)는 음욕(婬欲) 즉 성욕(性慾)을 뜻한다. 이 경우 뜨거운 번뇌라고 번역하기도 한다. 불교의 우주론에 따르면, 6욕천은 인간과 마찬가지로 열뇌 즉 음욕을 가진다.

## 염
1. 염(念,
산스크리트어: smṛti,
팔리어: sati,
영어: mindfulness,
awareness,
inspection,
recollection,
retention)은
설일체유부의 5위 75법에서 심소법(心所法: 46가지) 중
대지법(大地法: 10가지) 가운데 하나이며,
유식유가행파와 법상종의 5위 100법에서 심소법(心所法: 51가지) 중
별경심소(別境心所: 5가지) 가운데 하나이다.
염(念)은 기억작용이다. 즉, 대상을 명백히 기억[明記]하여 잊어버리지 않는 마음작용이다.
2. 염(厭: 싫어함)은 염환(厭患: 싫어하고 근심으로 여김)을 뜻한다.
3. 염(厭: 싫어함)은 유전연기와 그 결과물인 생사윤회를 염오(厭惡: 싫어하고 미워함)하게 하는 선한 마음작용이다. 한편, 흔(欣)은 환멸연기와 그것에 의해 증득되는 열반을 흔락(欣樂)하게 하는 선한 마음작용이다.

## 염심
1. 염심(染心)은 번뇌에 오염된 마음을 말한다.
2. 염심(念心)은 보살의 수행계위인 10신 · 10주 · 10행 · 10회향 · 10지 · 등각 · 묘각의 52위 가운데 첫 번째 그룹인 10신(十信)의 두 번째 또는 세 번째 계위이다.
《보살영락본업경》 상권 〈2. 현성명자품(賢聖名字品)〉에 따르면 10신은 신심(信心) · 염심(念心) · 정진심(精進心) · 혜심(慧心) · 정심(定心) · 불퇴심(不退心) · 호심(護心) · 회향심(廻向心) · 계심(戒心) · 원심(願心)이다.
한편 이 경전의 하권 〈4. 석의품(釋義品)〉에 따르면 10신은 신심(信心) · 진심(進心) · 염심(念心) · 혜심(慧心) · 정심(定心) · 계심(戒心) · 회향심(廻向心) · 호법심(護法心) · 사심(捨心) · 원심(願心)이다.

## 염오
염오(染污)는 번뇌에 물들어 혼탁해진 것을 말하는데, 부정(不淨: 맑고 명료하지 못함)과 동의어이다. 마음(6식 또는 8식, 즉 심왕, 즉 심법)이 번뇌에 물든 것을 염오심(染污心), 즉 염오(染污)한 마음(6식 또는 8식, 즉 심왕, 즉 심법) 또는 오염(污染)된 마음(6식 또는 8식, 즉 심왕, 즉 심법)이라 하는데, 염오한 마음(6식 또는 8식, 즉 심왕, 즉 심법)은 사물[事]과 이치[理]를 명료하게 알지 못하는 무지(無知)의 상태에 있게 된다.

## 염오견
염오견(染汚見)은 '번뇌에 오염된 견해'라는 뜻으로, '(모든) 삿된 견해'라는 뜻의 사견(邪見)과 같은 말이며, '망녕된 견해'라는 뜻의 망견(妄見)과도 같은 말이며, '진리에 어긋나는 잘못된 견해'라는 뜻의 악견(惡見) 또는 부정견(不正見)과도 같은 말이다. '바른 견해'라는 뜻의 정견(正見)의 반대말이다.

## 염작의
염작의(厭作意)는 선한 마음작용들 가운데 하나인 염(厭)의 마음작용과 상응하는 것 또는 염(厭)의 마음작용과 상응하고 있는 상태를 말한다.

## 염환
염환(厭患)은 문자 그대로의 뜻에 따르면 싫어하고 근심함 또는 싫어하고 근심으로 여기는 것이다. 《대승광오온론》에 따르면 염환은 생사(生死)의 모든 과실(過失)에 대한 변지(遍知, 산스크리트어: parijñā: 두루 아는 것, 철저하게 완전히 아는 것)를 말한다. 보다 엄밀히 말하자면, 이러한 변지(遍知)가 있을 때 유(有: 3계 또는 3계의 삶)와 유자구(有資具: 3계에 태어나게 하는 원인)에 대해 일으켜지는 바로 그 염환(厭患), 즉 바로 그 싫어함과 근심으로 여김을 말한다.
달리 말하면, 싫어하고 근심으로 여기는 것 즉 염환(厭患)은 윤회를 일으키는 원인이 되는 악행과 그 악행에 의해 결과되는 윤회에 대해 그 인과관계를 '완전하게 아는 것[遍知]'이고 또한 이러한 앎의 상태에서 발견되는 '윤회와 그 원인에 대한 싫어함과 근심으로 여김'이다.
염환(厭患)은 참(慚) · 괴(愧) · 무탐(無貪) 등의 선심소와 관련되어 주로 언급된다.

## 염훼
염훼(厭毀)는 싫어하거나 허물려고 하는 것으로, 무참(無慚)과 무괴(無愧)의 마음작용에 대한 여러 정의 가운데 하나에 따르면, 무참은 온갖 번뇌(煩惱)에 대해 능히 염훼하지 않는 즉 능히 싫어하거나 허물려고 하지 않는 마음작용이고, 무괴는 온갖 악행(惡行)에 대해 능히 염훼하지 않는 즉 능히 싫어하거나 허물려고 하지 않는 마음작용이다.

## 영납
영납(領納) · 영납상(領納相) · 영납성(領納性) 또는 영납작용(領納作用)은 수(受)의 마음작용의 본질적 성질로, 문자 그대로는 '받아들임(領: 받을 령, 納 들일 납)', '받아들이는 성질' 또는 '받아들이는 작용'을 뜻하며 느낌 또는 감수작용(感受作用) 즉 지각(知覺)을 말한다. 받아들임으로 번역하기도 한다.

## 영진
영진(永盡, 산스크리트어: paryādāna, vyucchinna, samudghāta)은 번뇌가 영원히 끊어진 것 또는 완전히 끊어진 것을 말한다. 영단(永斷)과 동의어이다. 번역하여 영원히 다하다 또는 아주 끊어 없애다라고도 한다.
모니어 윌리엄스의 《산스크리트어-영어 사전》에 따르면, 영진의 원어 파리야다나(paryādāna) · 브유친나(vyucchinna) · 사무드가타(samudghāta)의 사전적인 의미는 다음과 같다.
- 파리야다나(paryādāna):  end (끝, 종말, 종료, 최후), exhaustion (탈진, 기진맥진, 고갈, 소진)[257]
- 브유친나(vyucchinna): cut off (잘라 낸, 차단한, 가로막은), extirpated (제거한, 없앤, 근절시킨), destroyed (파괴된, 말살된, 죽임을 당한, 살처분된), interrupted (가로막힌, 중단된, 중절된, 단속적인, 비연속적인), ceased (중단된, 그친, 끝난)[258]
- 사무드가타(samudghāta): taking away (없앰, 제거, 치움, 줄임, 죽임, 떠나감), removal (없애기, 제거, 철폐, 이사), destruction (파괴, 파멸, 말살), extermination (근절, 전멸, 절멸, 몰살, 멸종, 구제(驅除))[259]

《잡아함경》 제18권 제490경 〈염부차경(閻浮車經)〉에서,
사리불은 외도의 수행자인 염부차의 물음에 대한 답에서 열반이란 탐 · 진 · 치를 비롯한 일체(一切)의 번뇌가 영원히 다한[永盡] 상태이며, 8정도가 열반에 이르는 길이라고 말하고 있다.
《유가사지론》 제83권에 따르면,
영진(永盡)은 과거해탈(過去解脫) 즉 과실(過失: 허물, 잘못, 불선, 악, 계 · 정 · 혜의 반대)을 물리쳐서[去] 과실로부터 벗어난[解脫] 상태를 한다.

## 참고 문헌
- 이 문서에는 다음커뮤니케이션(현 카카오)에서 GFDL 또는 CC-SA 라이선스로 배포한 글로벌 세계대백과사전의 내용을 기초로 작성된 글이 포함되어 있습니다.
- 가전연자 지음, 승가제바·축불념 한역, 권오민 번역 (K.943, T.1543). 《아비담팔건도론》. 한글대장경 검색시스템 - 전자불전연구소 / 동국역경원. K.943(24-695), T.1543(26-771).
- 고려대장경연구소. 《고려대장경 전자 불교용어사전》. 고려대장경 지식베이스 / (사)장경도량 고려대장경연구소.
- 고익진 (1989). 《한국 고대 불교 사상사》. 동국대학교 출판부.
- 곽철환 (2003). 《시공 불교사전》. 시공사 / 네이버 지식백과.
- 구나발타라(求那跋陀羅) 한역 (K.650, T.99). 《잡아함경》. 한글대장경 검색시스템 - 전자불전연구소 / 동국역경원. K.650(18-707), T.99(2-1).
- 구나발타라 한역, 번역자 미상 (K.54, T.353). 《승만경》. 한글대장경 검색시스템 - 전자불전연구소 / 동국역경원. K.54(6-1361), T.353(12-217).
- 구마라습 한역, 차차석 번역 (K.991, T.614). 《좌선삼매경》. 한글대장경 검색시스템 - 전자불전연구소 / 동국역경원. K.991(30-128), T.614(15-269).
- 권오민 (1991). 《경량부철학의 비판적 체계 연구》. 동국대학원 철학박사 학위논문.
- 권오민 (2003). 《아비달마불교》. 민족사.
- 담무참 한역, 번역자 미상 (K.105, T.374). 《대반열반경》. 일명 《북본열반경》. 한글대장경 검색시스템 - 전자불전연구소 / 동국역경원. K.105(9-1), T.374(12-365).
- 목건련 지음, 현장 한역, 송성수 번역 (K.945, T.1537). 《아비달마법온족론》. 한글대장경 검색시스템 - 전자불전연구소 / 동국역경원. K.945(24-1091), T.1537(26-453).
- 무착 지음, 바라파밀다라 한역, 이영무 번역 (K.586, T.1604). 《대승장엄경론》. 한글대장경 검색시스템 - 전자불전연구소 / 동국역경원. K.586(16-843), T.1604(31-589).
- 무착 지음, 현장 한역 (K.571, T.1602). 《현양성교론》. 한글대장경 검색시스템 - 전자불전연구소 / 동국역경원. K.571(16-1), T.1602(31-480).
- 무착 지음, 현장 한역, 이한정 번역 (K.572, T.1605). 《대승아비달마집론》. 한글대장경 검색시스템 - 전자불전연구소 / 동국역경원. K.572(16-157), T.1605(31-663).
- 미륵 지음, 현장 한역, 강명희 번역 (K.614, T.1579). 《유가사지론》. 한글대장경 검색시스템 - 전자불전연구소 / 동국역경원. K.570(15-465), T.1579(30-279).
- 법구 지음, 승가발마 등 한역, 김형준 번역 (K.960, T.1552). 《잡아비담심론》. 한글대장경 검색시스템 - 전자불전연구소 / 동국역경원. K.960(28-391), T.1552(28-869).
- 법승 지음, 승가제바·혜원 한역, 김재천 번역 (K.959, T.1550). 《아비담심론》. 한글대장경 검색시스템 - 전자불전연구소 / 동국역경원. K.959 (28-355), T.1550 (28-809).
- 법장 술, 노혜남 번역 (K.1513, T.1733). 《화엄경탐현기》. 한글대장경 검색시스템 - 전자불전연구소 / 동국역경원. K.1513(47-458), T.1733(35-107).
- 불타야사·축불념 한역, 번역자 미상 (K.647, T.1). 《장아함경》. 한글대장경 검색시스템 - 전자불전연구소 / 동국역경원. K.647(17-815), T.1(1-1).
- 사리자 설, 현장 한역, 송성수 번역 (K.946, T.1536). 《아비달마집이문족론》. 한글대장경 검색시스템 - 전자불전연구소 / 동국역경원. K.946(24-1183), T.1536(26-367).
- 서정형 (2004). 《나가르주나 『중론』(해제)》. 서울대학교 철학사상연구소 / 네이버 지식백과.
- 서정형 (2004b). 《『밀린다팡하』(해제)》. 서울대학교 철학사상연구소 / 네이버 지식백과.
- 세우 지음, 구나발타라·보리야사 한역, 송성수 번역 (K.950, T.1541). 《중사분아비담론》. 한글대장경 검색시스템 - 전자불전연구소 / 동국역경원. K.950(25-271), T.1541(26-627).
- 세우 지음, 현장 한역, 송성수 번역 (K.949, T.1542). 《아비달마품류족론》. 한글대장경 검색시스템 - 전자불전연구소 / 동국역경원. K.949(25-149), T.1542(26-692).
- 세친 지음, 현장 한역, 권오민 번역 (K.955, T.1558). 《아비달마구사론》. 한글대장경 검색시스템 - 전자불전연구소 / 동국역경원. K.955(27-453), T.1558(29-1).
- 세친 지음, 현장 한역, 김묘주 번역 (K.594, T.1597). 《섭대승론석》. 한글대장경 검색시스템 - 전자불전연구소 / 동국역경원. K.594(17-76), T.1597(31-321).
- 세친 지음, 현장 한역, 송성수 번역 (K.618, T.1612). 《대승오온론》. 한글대장경 검색시스템 - 전자불전연구소 / 동국역경원. K.618(17-637), T.1612(31-848).
- 세친 지음, 현장 한역, 송성수 번역 (K.644, T.1614). 《대승백법명문론》. 한글대장경 검색시스템 - 전자불전연구소 / 동국역경원. K.644(17-808), T.1614(31-855).
- 승가제바(僧伽提婆) 한역. 《중아함경》. 한글대장경 검색시스템 - 전자불전연구소 / 동국역경원.
- 안혜 지음, 지바하라 한역, 조환기 번역 (K.619, T.1613). 《대승광오온론》. 한글대장경 검색시스템 - 전자불전연구소 / 동국역경원. K.619(17-641), T.1613(31-850).
- 안혜 지음, 현장 한역, 이한정 번역 (K.576, T.1605). 《대승아비달마잡집론》. 한글대장경 검색시스템 - 전자불전연구소 / 동국역경원. K.576(16-228), T.1606(31-694).
- 오백 아라한 지음, 현장 한역, 송성수 번역 (K.952, T.1545). 《아비달마대비바사론》. 한글대장경 검색시스템 - 전자불전연구소 / 동국역경원. K.952(26-1,27-1), T.1545(27-1).
- 운월 (2005). 《근본불교의 수행체계에 대하여》. 한국선학회.
- 운허.  동국역경원 편집, 편집. 《불교 사전》.
- 용수 지음, 구마라습 한역, 김성구 번역 (K.549, T.1509). 《대지도론》. 한글대장경 검색시스템 - 전자불전연구소 / 동국역경원. K.549(14-493), T.1509(25-57).
- 용수 지음, 구마라습 한역, 박인성 번역 (K.577, T.1564). 《중론》. 한글대장경 검색시스템 - 전자불전연구소 / 동국역경원. K.577(16-350), T.1564(30-1).
- 제바설마 지음, 현장 한역, 송성수 번역 (K.947, T.1539). 《아비달마식신족론》. 한글대장경 검색시스템 - 전자불전연구소 / 동국역경원. K.947 (25-1), T.1539 (26-531).
- 중현 지음, 현장 한역, 권오민 번역 (K.956, T.1562). 《아비달마순정리론》. 한글대장경 검색시스템 - 전자불전연구소 / 동국역경원. K.956(27-680), T.1562(29-329).
- 중현 지음, 현장 한역, 권오민 번역 (K.957, T.1563). 《아비달마장현종론》. 한글대장경 검색시스템 - 전자불전연구소 / 동국역경원. K.957(28-1), T.1563(29-777).
- 축불념 한역, 노혜능 번역 (K.530, T.1485). 《보살영락본업경》. 한글대장경 검색시스템 - 전자불전연구소 / 동국역경원. K.530(14-374), T.1485(24-1010).
- 최봉수 (1999). 〈색온에서의 색의 의미 - 구사론과 청정도론의 색온론을 비교하여〉. 《불교학보》.
- 현장 한역, 김달진 번역 (K.154, T.676). 《해심밀경》. 한글대장경 검색시스템 - 전자불전연구소 / 동국역경원. K.154(10-709), T.676(16-688).
- 호법 등 지음, 현장 한역, 김묘주 번역 (K.614, T.1585). 《성유식론》. 한글대장경 검색시스템 - 전자불전연구소 / 동국역경원. K.614(17-510), T.1585(31-1).
- 황욱 (1999). 《무착[Asaṅga]의 유식학설 연구》. 동국대학원 불교학과 박사학위논문.
- (영어) Bodhi, Bhikkhu (trans.) (2000). 《The Connected Discourses of the Buddha: A Translation of the Samyutta Nikaya》. Boston: Wisdom Publications. ISBN 0-86171-331-1.
- (영어) Dawson, John (1888). 《A Classical Dictionary Of Hindu Mythology And Religion Geography History And Literature》. London: Trübner.
- (영어) DDB. 《Digital Dictionary of Buddhism (電子佛教辭典)》. Edited by A. Charles Muller.
- (영어) Macdonell, Arthur Anthony (1929). 《A practical Sanskrit dictionary with transliteration, accentuation, and etymological analysis throughout》. London: Oxford University Press.
- (영어) Gethin, R.M.L. (1992). 《The Buddhist Path to Awakening: A Study of the Bodhi-Pakkhiyā Dhammā》. Leiden: E.J. Brill. ISBN 90-04-09442-3.
- (영어) Rhys Davids, Caroline A.F. ([1900], 2003). 《Buddhist Manual of Psychological Ethics, of the Fourth Century B.C., Being a Translation, now made for the First Time, from the Original Pāli, of the First Book of the Abhidhamma-Piṭaka, entitled Dhamma-Saṅgaṇi (Compendium of States or Phenomena)》. Whitefish, MT: Kessinger Publishing. ISBN 0-7661-4702-9.
- (영어) Sanskrit and Tamil Dictionaries. 《Cologne Digital Sanskrit Dictionaries》. Institute of Indology and Tamil Studies, Cologne University (www.sanskrit-lexicon.uni-koeln.de).
- (영어) Rhys Davids, T.W. & William Stede (eds.) (1921-5). 《The Pali Text Society's Pali–English Dictionary》. Chipstead: Pali Text Society.
- (영어) Thanissaro Bhikkhu (1996, 1998). 《Wings to Awakening》. Retrieved 2008-07-07 from "Access to Insight" at http://www.accesstoinsight.org/lib/authors/thanissaro/wings/index.html.
- (중국어) 가다연니자 조, 현장 한역 (T.1544). 《아비달마발지론(阿毘達磨發智論)》. 대정신수대장경. T26, No. 1544, CBETA.
- (중국어) 가전연자 지음, 승가제바·축불념 한역 (T.1543). 《아비담팔건도론(阿毘曇八犍度論)》. 대정신수대장경. T26, No. 1543, CBETA.
- (중국어) 구나발타라(求那跋陀羅) 한역 (T.99). 《잡아함경(雜阿含經)》. 대정신수대장경. T2, No. 99, CBETA.
- (중국어) 구나발타라 한역 (T.353). 《승만경(勝鬘經)》. 대정신수대장경. T12, No. 353, CBETA.
- (중국어) 구마라습 한역 (T.614). 《좌선삼매경(坐禪三昧經)》. 대정신수대장경. T15, No. 614, CBETA. }
- (중국어) 규기 찬 (T.1830). 《성유식론술기(成唯識論述記)》. 대정신수대장경. T43, No. 1830, CBETA.
- (중국어) 규기 찬 (T.1861). 《대승법원의림장(大乘法苑義林章)》. 대정신수대장경. T45, No. 1861, CBETA.
- (중국어) 길장 찬 (T.1744). 《승만보굴(勝鬘寶窟)》. 대정신수대장경. T37, No. 1744, CBETA.
- (중국어) 담무참 한역 (T.374). 《대반열반경(大般涅槃經)》. 일명 《북본열반경》. 대정신수대장경. T12, No. 374, CBETA.
- (중국어) 목건련 조, 현장 한역 (T.1537). 《아비달마법온족론(阿毘達磨法蘊足論)》. 대정신수대장경. T26, No. 1537, CBETA.
- (중국어) 무착 조, 바라파밀다라 한역 (T.1604). 《대승장엄경론(大乘莊嚴經論)》. 대정신수대장경. T31, No. 1604, CBETA.
- (중국어) 무착 조, 현장 한역 (T.1602). 《현양성교론(顯揚聖教論)》. 대정신수대장경. T31, No. 1602, CBETA.
- (중국어) 무착 조, 현장 한역 (T.1605). 《대승아비달마집론(大乘阿毘達磨集論)》. 대정신수대장경. T31, No. 1605, CBETA.
- (중국어) 미륵 조, 현장 한역 (T.1579). 《유가사지론(瑜伽師地論)》. 대정신수대장경. T30, No. 1579. CBETA.
- (중국어) 법구 조, 승가발마 등 한역 (T.1552). 《잡아비담심론(雜阿毘曇心論)》. 대정신수대장경. T28, No. 1552, CBETA.
- (중국어) 법승 조, 승가제바·혜원 한역 (T.1550). 《아비담심론(阿毘曇心論)》. 대정신수대장경. T28, No. 1550, CBETA.
- (중국어) 법운 편찬 (T.2131). 《번역명의집(翻譯名義集)》. 대정신수대장경. T54, No. 2131, CBETA.
- (중국어) 법장 술 (T.1733). 《화엄경탐현기(華嚴經探玄記)》. 대정신수대장경. T35, No. 1733, CBETA.
- (중국어) 佛門網. 《佛學辭典(불학사전)》.
- (중국어) 불타야사·축불념 한역 (T.1). 《장아함경(長阿含經)》. 대정신수대장경. T1, No. 1, CBETA. }
- (중국어) 사리자 설, 현장 한역 (T.1536). 《아비달마집이문족론(阿毘達磨集異門足論)》. 대정신수대장경. T26, No. 1536, CBETA.
- (중국어) 색건타라 조, 현장 한역 (T.1554). 《입아비달마론(入阿毘達磨論)》. 대정신수대장경. T28, No. 1554, CBETA. }
- (중국어) 星雲. 《佛光大辭典(불광대사전)》 3판.
- (중국어) 세우 조, 구나발타라·보리야사 한역 (T.1541). 《중사분아비담론(眾事分阿毘曇論)》. 대정신수대장경. T26, No. 1541, CBETA.
- (중국어) 세우 조, 현장 한역 (T.1542). 《아비달마품류족론(阿毘達磨品類足論)》. 대정신수대장경. T26, No. 1542, CBETA.
- (중국어) 세친 조, 진제 한역 (T.1559). 《아비달마구사석론(阿毘達磨俱舍釋論)》. 대정신수대장경. T29, No. 1559, CBETA.
- (중국어) 세친 조, 현장 한역 (T.1558). 《아비달마구사론(阿毘達磨俱舍論)》. 대정신수대장경. T29, No. 1558, CBETA.
- (중국어) 세친 조, 현장 한역 (T.1597). 《섭대승론석(攝大乘論釋)》. 대정신수대장경. T31, No. 1597, CBETA.
- (중국어) 세친 조, 현장 한역 (T.1612). 《대승오온론(大乘五蘊論)》. 대정신수대장경. T31, No. 1612, CBETA.
- (중국어) 세친 조, 현장 한역 (T.1614). 《대승백법명문론(大乘百法明門論)》. 대정신수대장경. T31, No. 1614, CBETA.
- (중국어) 세친 조, 현장 한역, 규기 주해 (T.1836). 《대승백법명문론해(大乘百法明門論解)》. 대정신수대장경. T44, No. 1836_, CBETA.
- (중국어) 승가제바(僧伽提婆) 한역 (T.26). 《중아함경(中阿含經)》. 대정신수대장경. T1, No. 26, CBETA.
- (중국어) 阿含辭典. 《阿含辭典(아함사전)》.
- (중국어) 안혜 조, 지바하라 한역 (T.1613). 《대승광오온론(大乘廣五蘊論)》. 대정신수대장경. T31, No. 1613, CBETA.
- (중국어) 안혜 조, 현장 한역 (T.1606). 《대승아비달마잡집론(大乘阿毘達磨雜集論)》. 대정신수대장경. T31, No. 1606, CBETA.
- (중국어) 연수 편찬 (T.2016). 《종경록(宗鏡錄)》. 대정신수대장경. T48, No. 2016, CBETA.
- (중국어) 오백 아라한 조, 현장 한역 (T.1545). 《아비달마대비바사론(阿毘達磨大毘婆沙論)》. 대정신수대장경. T27, No. 1545, CBETA.
- (중국어) 용수 조, 구마라습 한역 (T.1509). 《대지도론(大智度論)》. 대정신수대장경. T25, No. 1509, CBETA. }
- (중국어) 용수 조, 구마라습 한역 (T.1564). 《중론(中論)》. 대정신수대장경. T30, No. 1564, CBETA.
- (중국어) 원측 찬 (X.369). 《해심밀경소(解深密經疏)》. 만신찬속장경. X21, No. 369, CBETA.
- (중국어) 원휘(圓暉) (T.1823). 《구사론송소론본(俱舍論頌疏論本)》. 대정신수대장경. T41, No. 1823, CBETA.
- (중국어) 丁福保. 《佛學大辭典(불학대사전)》. 一行佛學辭典搜尋.
- (중국어) 제관 록 (T.1931). 《천태사교의(天台四教儀)》. 대정신수대장경. T46, No. 1931, CBETA.
- (중국어) 제바설마 조, 현장 한역 (T.1539). 《아비달마식신족론(阿毘達磨識身足論)》. 대정신수대장경. T26, No. 1539, CBETA.
- (중국어) 중현 조, 현장 한역 (T.1562). 《아비달마순정리론(阿毘達磨順正理論)》. 대정신수대장경. T29, No. 1562, CBETA.
- (중국어) 중현 조, 현장 한역 (T.1563). 《아비달마장현종론(阿毘達磨藏顯宗論)》. 대정신수대장경. T29, No. 1563, CBETA.
- (중국어) 지의 설, 관정 록 (T.1783). 《금광명경현의(金光明經玄義)》. 대정신수대장경. T39, No. 1783, CBETA. }
- (중국어) 지의 설, 법신 기 (T.1916). 《석선바라밀차제법문(釋禪波羅蜜次第法門)》. 대정신수대장경. T46, No. 1916, CBETA.
- (중국어) 축불념 한역 (T.1485). 《보살영락본업경(菩薩瓔珞本業經)》. 대정신수대장경. T24, No. 1485, CBETA.
- (중국어) 현장 한역 (T.1563). 《해심밀경(解深蜜經)》. 대정신수대장경. T16, No. 676, CBETA.
- (중국어) 혜원 찬 (T.1851). 《대승의장(大乘義章)》. 대정신수대장경. T44, No. 1851, CBETA.
- (중국어) 호법 등 지음, 현장 한역 (T.1585). 《성유식론(成唯識論)》. 대정신수대장경. T31, No. 1585, CBETA.